# 真鲨科
真鲨科（學名：Carcharhinidae），又名白眼鲛科，是軟骨魚綱真鲨目的其中一科。

## 分類
真鲨科下分 11 個屬，如下：
- 斜齒鯊屬 Scoliodon
- 真鲨属 Carcharhinus
- 露齒鯊屬 Glyphis
- 寬鰭鯊屬 Lamiopsis
- 窄吻鯊屬（英语：Whitenose shark） Nasolamia
- 檸檬鯊屬 Negaprion
- 大青鯊屬 Prionace
- 斜鋸牙鯊屬 Rhizoprionodon
- 彎齒鯊屬 Loxodon
- 剑鼻鲨属（英语：Daggernose shark） Isogomphodon
- 灰三齒鯊屬 Triaenodon

## 分布
本科鲨鱼廣泛分布於溫帶、熱帶各大洋海域。

## 深度
水深1至500公尺以上。

## 特徵
本科魚類，體多細長，頭部平扁，向尾部逐漸側扁；尾鰭特別發達者，往往為全長之1/3，尾柄兩側有縱走稜脊。口寬廣、強度弧形彎曲；口角多少有唇溝。鰓裂中型，第四、第五鰓裂在胸鰭基底上方。鰓弧無鰓耙，亦無鰓狀構造。齒箭頭狀，僅有一尖頭，中央齒多直立，側齒多向口角側斜，邊緣光滑或有鋸齒。背鰭2枚，第一背鰭大型；第二背鰭與臀鰭小型，且互相對在。尾鰭短於全長之1/3，後端下方有缺刻。体长1至4公尺。

## 生態
本科魚類一般生活於近海或大洋區，體積大，牙齒尖銳，攻擊性強，屬肉食性，以魚類、軟體動物等為食。

## 經濟利用
食用魚，紅燒或加工成魚漿、魚丸，或醃製成沙魚煙。各鰭可做成魚翅，大型者肝富含油質，可製成魚肝油。小型者可做成魚粉。另本科有些種類生性兇猛、攻擊力旺盛，是危險生物。